# Tebaina
Tebaina – organiczny związek chemiczny, eter dwumetylowy morfiny, alkaloid znajdujący się w opium w ilości około 1%.
W stanie czystym jest białą substancją stałą, nierozpuszczalną w wodzie, rozpuszczalną w eterze i alkoholu. Wykazuje słabe działanie narkotyczne, w przeciwieństwie do innych opiatów bardziej stymulujące niż depresyjne. Nie ma szerszego zastosowania w medycynie, lecz jest wykorzystywana do otrzymywania innych opioidów, m.in. kodeiny, buprenorfiny, etorfiny i naloksonu.